# Tyskbagarbergen

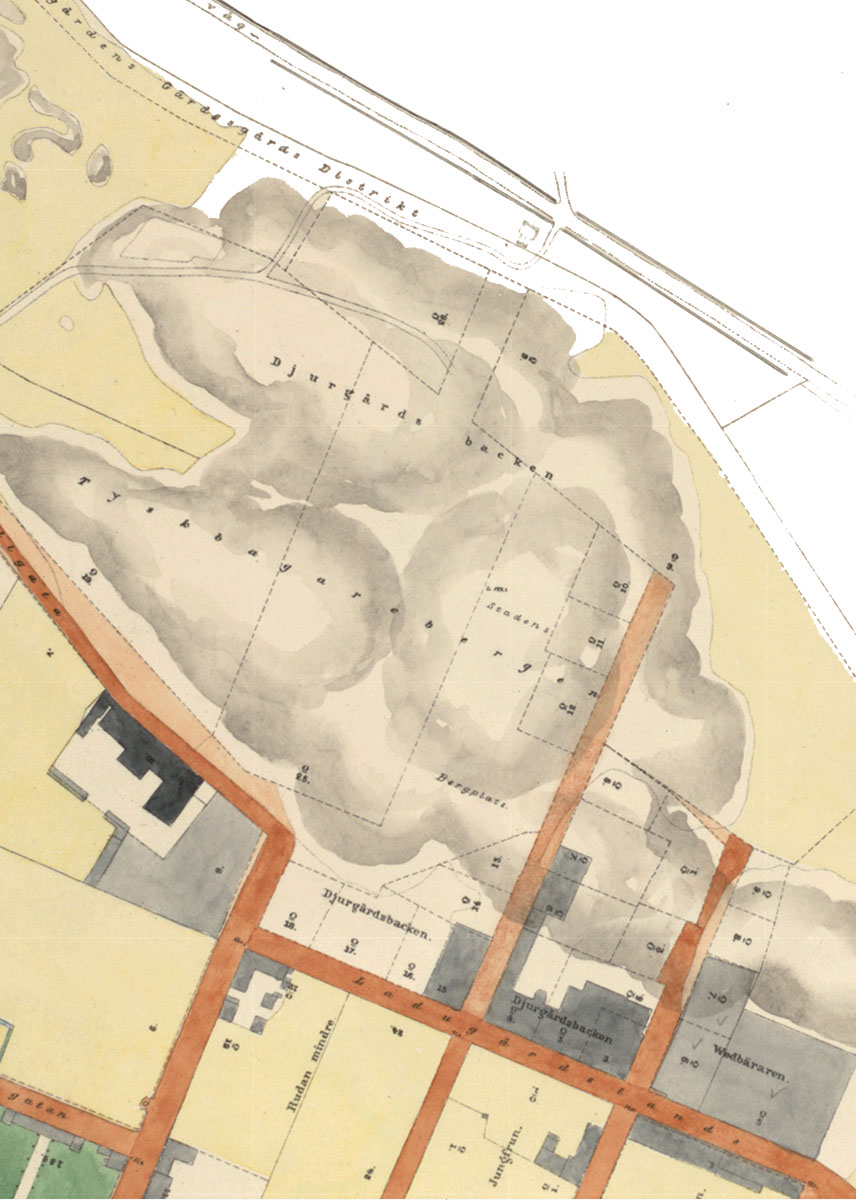
Tyskbagarbergen på 1863 års karta. De tre gatorna i nordostlig riktning är från vänster: Seved Bååtsgatan (nuvarande Nybrogatan), Sibyllegatan och Jungfrugatan. Gatans som löper vinkelrätt, söder om berget, är Ladugårdslands Tullgata (nuvarande Tyskbagargatan).

Tyskbagarbergen var ett bergsparti som tidigare låg mellan nuvarande Karlavägens och nuvarande Valhallavägens sträckningar på Östermalm i Stockholm. Tyskbagarbergen sträckte sig i östlig riktning ungefär fram till nuvarande Artillerigatan och i nordvästlig riktning ungefär fram till Lill-Jans plan. 
Den från Mecklenburg i Nordtyskland invandrade bagaren Martin Kammecker uppförde i slutet av 1600-talet Kammeckers kvarn på krönet av bergen, och det är efter bagaren bergen fått sitt namn. Området, som långt in på 1800-talet till övervägande del befolkades av varvsarbetare, gardister, kogubbar och lägre tjänstemän tillhörde Stockholms fattigaste och hade ett mycket dåligt rykte.
Carl Jonas Love Almqvist beskrev området i sin roman Syster och bror som "en mycket illa känd
trakt", medan August Blanche i Hyrkuskens berättelser skriver 
| ” | Jag hade några gånger i min barndom lekt med andra gossar på dessa berg i vilkas grannskap ligger Komötet. På den tiden en samlingsplats om söndagarna för Stockholms drägg som därstädes spelade kronvägg (singla slant), men där det var lättare att vinna än att behålla det vunna. | „ |

Samme Blanche, som för övrigt hade sin Malmgård i grannskapet, spådde 1846 att man hundra år senare skulle hitta en guldgruva i Tyskbagarbergen
i närheten av nuvarande Stureparken. Sprängningarna påbörjades i Tyskbagarbergen 1861, men i helt andra syften i och med att man drog fram dåvarande Seved Bååtsgatan (numera Nybrogatan) till Valhallavägen genom den så kallade Karl XV:s port. Något guld fann man aldrig. 
Under 1800-talets andra hälft användes sprängstenen för att fylla ut det närbelägna Stora Träsket, allt medan fler tomter färdigställdes för uppförandet av det nya Östermalm. Rester av Tyskbagarbergen finns kvar inne i kvarteren längs Nybrogatan, mellan Östermalmsgatan och Valhallavägen. Dessa kvarter bebyggdes inte fullständigt förrän in på
1920-talet och grundförhållandena gjorde att gathusen fick en höjd av sex våningar, medan gårdssidorna oftast bara når tre våningars höjd. Förhållandet kan exempelvis beskådas på innergården till Nybrogatan 72.

## Bilder

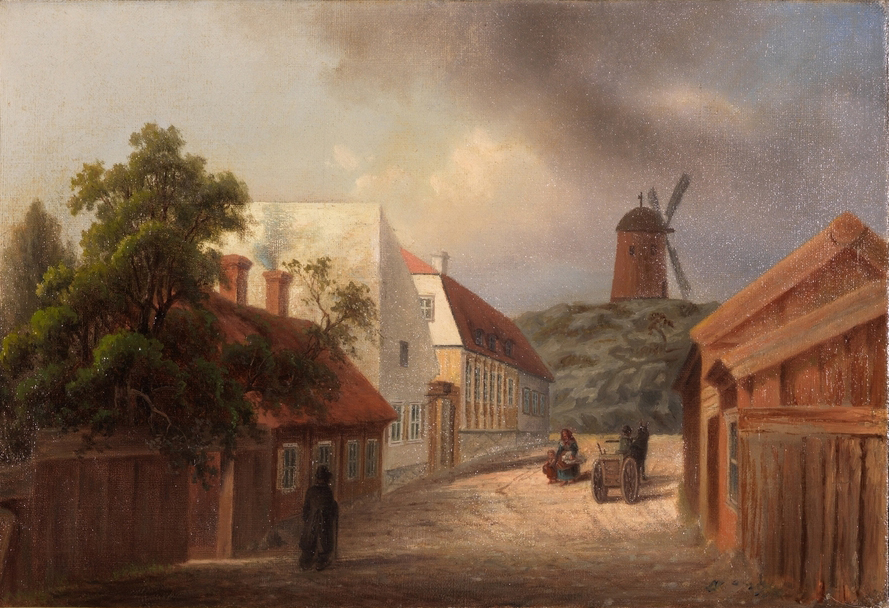
Kammeckers kvarn i fonden av nuvarande Nybrogatan, kring 1850
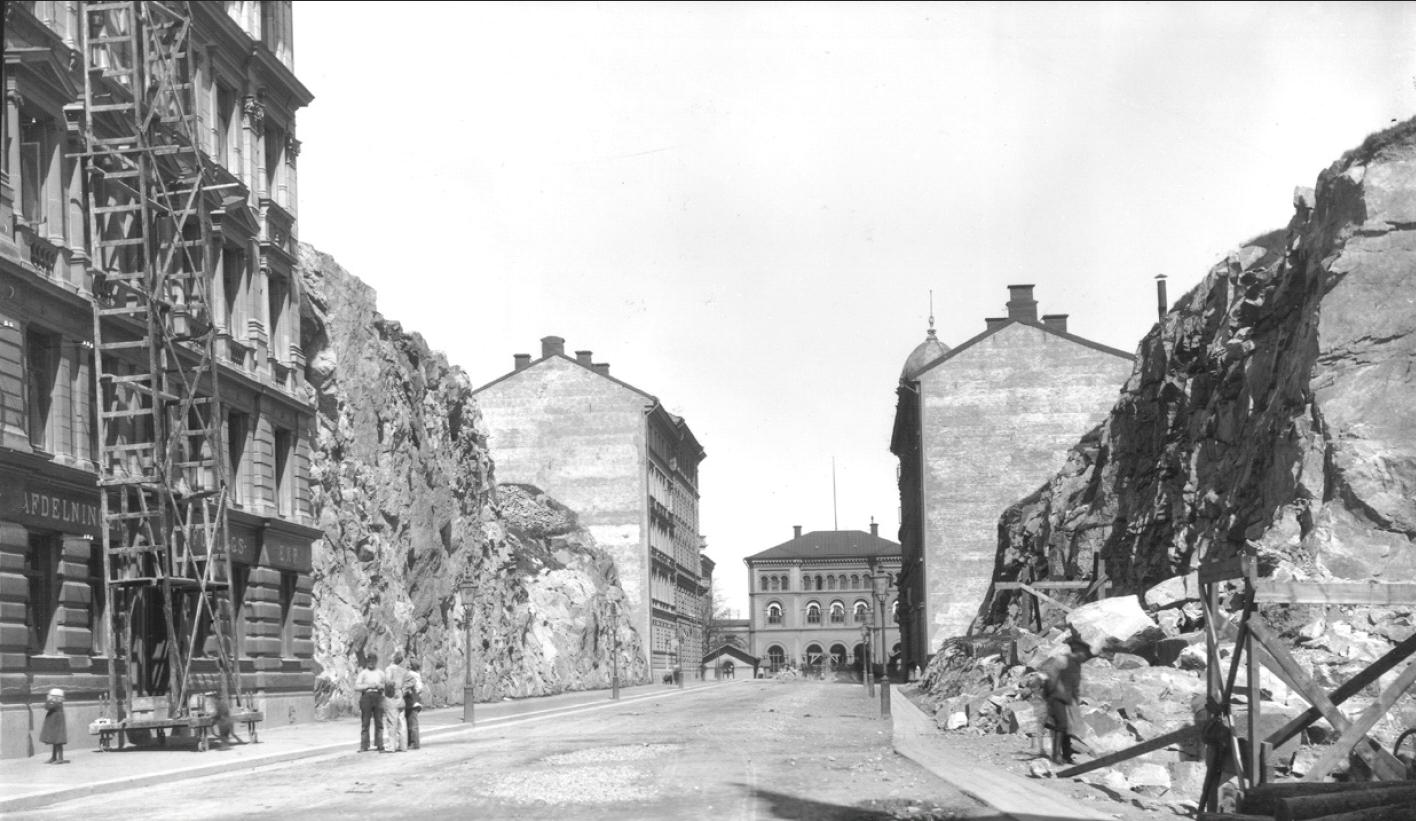
Tyskbagarbergen genomsprängda av Karl XV:s port. I fonden av Nybrogatan syns Svea artilleriregementes kasern på Valhallavägen
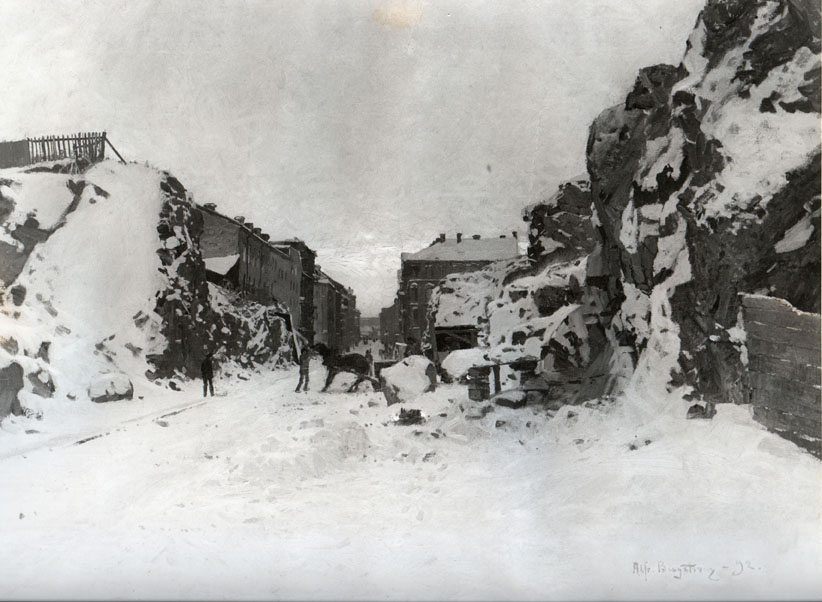
Sibyllegatan söderut sedd från Valhallavägen. Oljemålning av Alfred Bergström (1892).